# Teucholabis unicingulata
Teucholabis unicingulata är en tvåvingeart som beskrevs av Alexander 1944. Teucholabis unicingulata ingår i släktet Teucholabis och familjen småharkrankar.
Artens utbredningsområde är Venezuela. Inga underarter finns listade i Catalogue of Life.